# Gronsdorf (Kelheim)
Gronsdorf ist ein Gemeindeteil der Kreisstadt Kelheim im niederbayerischen Landkreis Kelheim.

## Geographie
Das Dorf liegt am linken Ufer an der Schleuse Kelheim an der Staatsstraße 2230, gegenüber am anderen Ufer liegt die Befreiungshalle.

## Geschichte
Die katholische Kirche St. Georg stammt aus der zweiten Hälfte des 14. Jahrhunderts. Die 1818 mit dem bayerischen Gemeindeedikt gegründeten Gemeinde wurde 1946 nach Kelheim eingemeindet.